# Lleida
Lleida (tiếng Catalunya: [ˈʎɛjðə], địa phương [ˈʎejðɛ]; tiếng Tây Ban Nha: Lérida [ˈleɾiða]) là một thành phố nằm ở miền tây Catalunya, Tây Ban Nha. Đây là thủ phủ và thành phố lớn nhất của tỉnh Lleida và cũng là trung tâm của comarca Segrià.
Về địa lý, nó nằm ở vùng lún Trung Catalunya. Thành phố có 137.387 dân tính đến  năm 2010, bao gồm tính cả vùng phụ cận Raimat và Sucs.